# Parmigiana

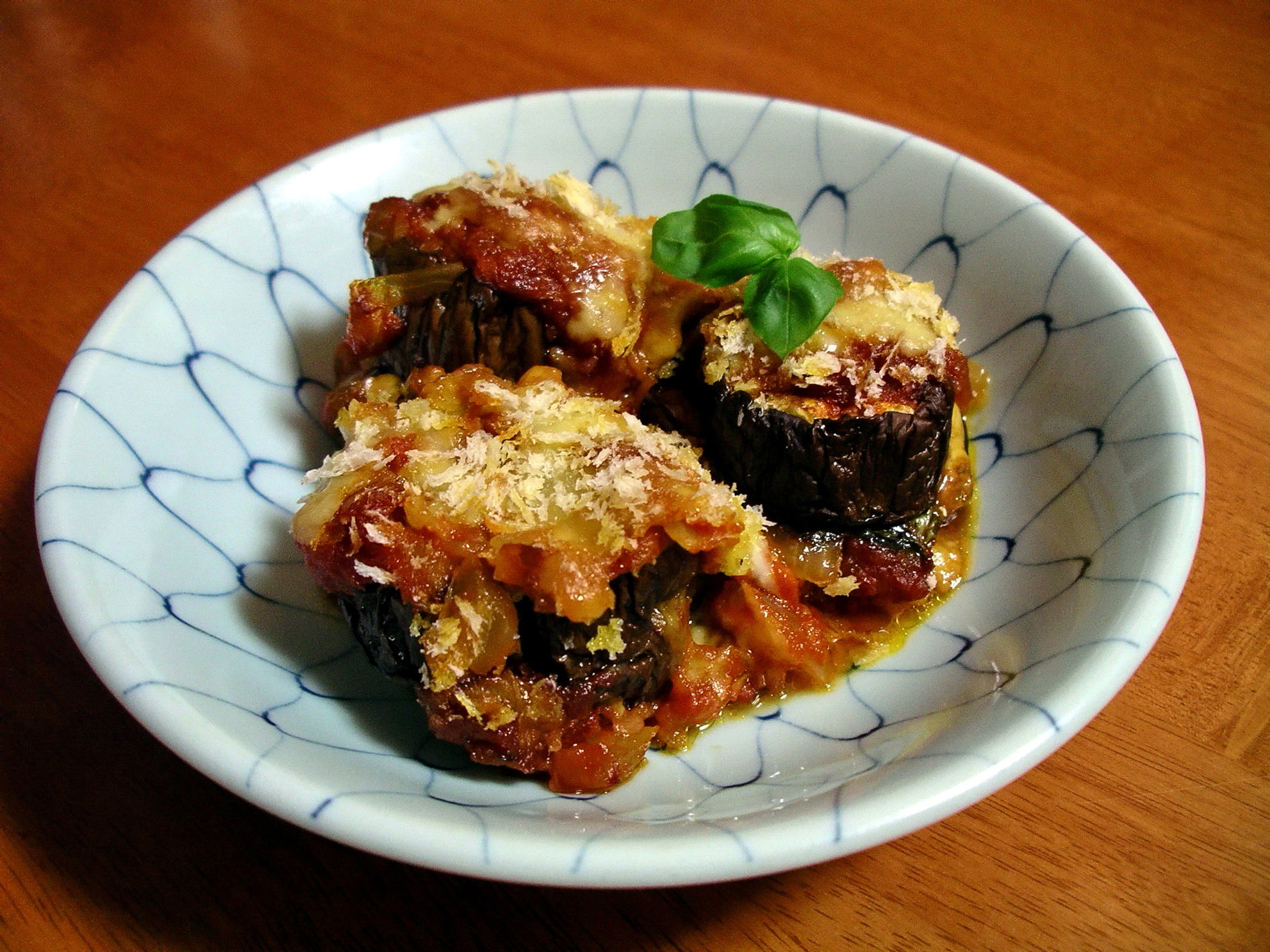
Specialitatea Melanzane alla Parmigiana

Parmigiana di melanzane este o specialitate din Sicilia. 
Ingredientele sunt: vinete cu brânză rasă parmigiano reggiano, ou, sos de roșii, carne tocată și, în alte versiuni, jambon (prosciutto) cu câteva frunze de busuioc. Versiunea napolitană folosește și brânză mozzarella. Celelalte versiuni, siliciană și apuliană, de obicei adaugă brânză pecorino (brânză maturată de oaie) rasă. Specialitatea este foarte obișnuită în restaurantele din Italia Meridională. De obicei se servește caldă sau la temperatura ambiantă.

## Preparare
Ingredientul principal „vinetele” se taie în felii de aproape jumătate de centimetru de grosime, se fac pane și se prăjesc. Feliile se pun în straturi, ca la lasagna, alternând între aceste straturi brânza rasă și sosul de roșii cu carnea tocată. 
Numele vine cel mai probabil de la alt ingredient important, brânza parmigiano reggiano, deși în rețeta originară din sudul Italiei parmigiano reggiano se înlocuiește cu pecorino.